# 100 Washington Square
Le 100 Washington Square est un gratte-ciel de bureaux de 332 pieds (101 m) située dans le centre-ville de Minneapolis. Sa construction a débuté en 1979 et s'est achevée en 1981,. Il couvre 481 600 pieds carrés et compte 22 étages. Au 1er décembre 2020, il est le 28e plus haut bâtiment de la ville. Le bâtiment a été conçu par l'architecte Minoru Yamasaki, qui avait déjà conçu le Northwestern National Life Building (en) à Minneapolis et le World Trade Center à New York. Comme pour le Trade Center, l'extérieur de l'immeuble est composé d'acier porteur étroitement espacé qui distribue le poids vers le noyau et supprime la nécessité de colonnes de soutien internes.
Une passerelle relie le bâtiment au Churchill Apartments (en) et à The Crossings. En 2015, Shorenstein, une organisation nationale d'investissement immobilier, a acheté les trois bâtiments qui composent le campus de Washington Square, y compris le 100 Washington Square.
ING, qui a succédé à Northwestern National Life Insurance, en est le principal locataire.